# Louis Leakey
Louis Seymour Bazett Leakey (L. S. B. Leakey) (7. srpna 1903 – 1. října 1972), britský antropolog, paleontolog, a soc. antropolog, narozený v Africe. Kurátor muzea v Nairobi. Při výzkumech v Tanzanii nalezl pozůstatky více než stovky hominidů. V rokli Olduvai objevil se svou ženou Mary Douglas Leakeyovou (1908 – 1996) kosterní pozůstatky hominina, později nazvaného Paranthropus boisei a v roce 1960 zachytil první kosterní pozůstatky jedince druhu Homo habilis.
V jeho práci pokračoval syn Richard Leakey, snacha Meave Leakey a vnučka Louise Leakey.

## Mládí
Louis se narodil v Keni anglickým misionářům. Nejprve navštěvoval anglickou školu ve městě Weymouth, a pak univerzitu v Cambridgi. Ve svých vysokoškolských letech byl zraněn, když hrál ragby, a proto dočasně přestal studovat. V této době se chopil příležitosti a připojil se k expedici Britského muzea, která jela do Tanzanie sbírat zkameněliny. Později dokončil vysokoškolské vzdělání v oboru antropologie a vrátil se do Afriky (1926).

## Výzkum
Louis Leakey se zaměřil hlavně na rokli v Olduvai, kde spolu se svou manželkou v roce 1931 objevil milion let staré nástroje. V polovině roku 1950 se jim podařilo najít působivou sbírku zvířecích fosílií a kamenných nástrojů, ale doposud nenašli žádného hominida. Až během expedice v roce 1959 se Mary podařilo najít lebku druhu Australopithecus boisei. V roce 1960 Louis objevil fosilní exemplář Homo habilis, který je cca 2 miliony let starý. Později pracoval na výkopech v Kalifornii.

Rokle v Olduvai 2011

Louis Leakey zemřel v roce 1972 na infarkt, ale rodina pokračovala ve výzkumech i po jeho smrti.

## Významní členové rodiny
Louis byl ženatý s Mary Leakey, která mimo jiné odhalila pozoruhodné fosilní stopy v Laetoli nedaleko Olduvajské rokle. Stopy staré asi 3,7 milionu let jsou obtištěny ve vrstvě sopečného popela a jsou nejstarším známým důkazem o vzpřímené bipední chůzi.
Louis je také otcem paleontologa Richarda Leakeye a botanika Colina Leakeye. Jeho bratranec, Nigel Gray Leakey, obdržel během druhé světové války Viktoriin kříž.